# 耕字公书屋
耕字公书屋位于中国江西省景德镇市浮梁县勒功乡沧溪村，建于清代。

## 建筑
耕字公书屋包括门罩、天井、正堂、厢房、阁楼，木雕精美 。

## 保护
2018年3月9日，耕字公书屋公布为第六批江西省文物保护单位，编号6-3-162。